# 湖南省医疗保障局
湖南省医疗保障局是中华人民共和国湖南省人民政府主管价格和收费工作的直属机构。

## 主要职能
1. 贯彻执行国家的价格方针、政策和法律、法规，研究拟定和组织实施地方性法规；拟定价格政策和重大价格改革方案，并负责组织实施。
2. 研究提出全省价格总水平的调控目标和价格调控措施，并负责组织实施和综合平衡；负责价格调节基金的征收、管理、使用工作；运用价格杠杆促进经济发展。
3. 依法组织全省工农业产品、房产。公用事业、公益性服务、中介服务及部分行政管理的成本费用的调查分析工作，分析、预测、监控市场行情和价格、收费动态，向有关方面提供调查、分析资料，提出相应的对策和建议。
4. 研究制订全省商品价格、经营服务收费的管理目录和管理办法，并负责组织实施；管理国家、省列名管理的商品、服务价格；组织协调和管理全省行政事业性收费、经营服务性收费以及中介服务收费。
5. 按照权限分工，研究制订通过价格、收费筹措能源、交通、公用公益事业等建设资的政策办法；参与研究制订医疗、费改税等涉及价格、收费问题的重大改革方案。
6. 依法对商品和服务价格、行政事业性收费、经营者和中介组织的价格行为进行监督检查，规范价格行为，维护公平竞争的价格秩序，对各类价格和收费违法违规行为实施行政处罚和行政强制措施；推行明码标价制度，指导行业价格自律；健全对价格和收费行为的举报制度，指导价格、收费社会监督工作；指导全省价格行政复议并按规定受理复议案件。
7. 负责省际间、价区间、部门间。行业间的价格协调衔接工作；指导中介机构的价格鉴证、价格评估工作。
8. 指导市、州、县级价格管理职能部门开展物价工作；负责全省物价干部的业务培训。
9. 承办省委、省人民政府交办的其他事项。[1]

## 机构设置

### 内设机构
- 办公室
- 综合法规调控处
- 石油交通和商品价格管理处
- 医药价格管理处
- 行政事业性收费管理处
- 住房旅游和服务价格管理处
- 电力价格管理处
- 教育收费管理处
- 机关党委
- 纪检监察室

### 直属机构
- 湖南省物价检查所
- 湖南省价格成本调查队
- 湖南省价格信息中心
- 湖南省价格认证中心
- 湖南省价格研究所
- 湖南省拍卖公司
- 湖南省物价干部培训中心
- 湖南省价格学会
- 湖南省价格评估咨询协会